# Liste der Baudenkmäler in Elfershausen
Auf dieser Seite sind die Baudenkmäler in dem unterfränkischen Markt Elfershausen zusammengestellt. Diese Tabelle ist eine Teilliste der Liste der Baudenkmäler in Bayern. Grundlage ist die Bayerische Denkmalliste, die auf Basis des Bayerischen Denkmalschutzgesetzes vom 1. Oktober 1973 erstmals erstellt wurde und seither durch das Bayerische Landesamt für Denkmalpflege geführt wird. Die folgenden Angaben ersetzen nicht die rechtsverbindliche Auskunft der Denkmalschutzbehörde.

## Ensembles

### Ensemble August-Ullrich-Straße/Domstraße
Die nach Nordwesten auf den Kirchenhügel zulaufende Hauptstraße des Marktfleckens ist von Bauernhöfen begleitet. Deren Wohnbauten besitzen teils als Traufseithäuser gestreckte Fronten mit Toreinfahrten, teils sind sie als Giebelhäuser mit einem Stück Hofmauer verbunden, in dem sich jeweils das Hoftor befindet. Die Häuser entstammen meist dem 18./19. Jahrhundert und haben verputzte Fachwerkobergeschosse.Umgrenzung: Hammelburger Straße 1-17, Gerichtsgasse 11, 22. Aktennummer: E-6-72-121-1.

## Ortsbefestigung Elfershausen
| Lage                          | Objekt    | Beschreibung                                                                                                  | Akten-Nr.     | Bild |
| ----------------------------- | --------- | --- | ------------- | ---- |
| Mauerackerstraße 8 (Standort) | Ortsmauer | Den Altort einfassende Bruchsteinmauer aus Sandstein, in unterschiedlicher Höhe erhaltene Teilstücke, 16. Jh. | D-6-72-121-91 | BW   |

## Baudenkmäler nach Gemeindeteilen

### Elfershausen
| Lage                                          | Objekt                                                                 | Beschreibung | Akten-Nr.              | Bild           |
| --------------------------------------------- | ---------------------------------------------------------------------- | --- | ---------------------- | -------------- |
| Alte Saalebrücke; Fränkische Saale (Standort) | Bogenbrücke                                                            | Achtbogige Brücke über die Saale, Sandsteinquader- bzw. Hausteinmauerwerk, mit beidseitigen Brückenköpfen, 17. Jahrhundert | D-6-72-121-19 Wikidata | weitere Bilder |
| Alte Saalebrücke, Fränkische Saale (Standort) | St.-Nepomuk-Statue                                                     | Auf Postament mit Wappen, Sandstein, 18. Jahrhundert | D-6-72-121-19 Wikidata | weitere Bilder |
| Am Bahnhof 1 (Standort)                       | Bahnhofsgebäude                                                        | zweigeschossiger unterkellerter Walmdachbau mit zwei zu drei Fensterachsen sowie eingeschossigem Anbau mit abgewalmten Satteldach, historisierender Heimatstil, um 1920; eingeschossiger Anbau mit abgewalmtem Satteldach zur Aufnahme der Stellwerktechnik, um 1930, mit Stellwerktechnik Fa. Vögele, 1932 | D-6-72-121-95          | BW             |
| August-Ullrich-Straße 3 (Standort)            | Wohnhaus                                                               | Zweigeschossiger, verputzter Fachwerkbau mit Volutengiebel und Satteldach, im Kern 1551 | D-6-72-121-4 Wikidata  | weitere Bilder |
| August-Ullrich-Straße 3 (Standort)            | Hoftoranlage                                                           | Massives Rundbogentor mit separater, spitzbogiger Pforte, gleichzeitig, 1950 teilweise erneuert | D-6-72-121-4 Wikidata  | weitere Bilder |
| August-Ullrich-Straße 4 (Standort)            | Hoftoranlage                                                           | Rechteckiges Tor mit separater Pforte, bekrönt von zwei Kugeln, mit gemeinsamer Überdachung, bezeichnet „1841“ | D-6-72-121-5 Wikidata  | weitere Bilder |
| August-Ullrich-Straße 5 (Standort)            | Hausfigur                                                              | Christus an der Geißelsäule, auf Postament mit Inschrift, Sandstein, 18. Jahrhundert | D-6-72-121-6 Wikidata  | weitere Bilder |
| August-Ullrich-Straße 7 (Standort)            | Hoftor                                                                 | Massives Rundbogentor, Hausteinmauerwerk, 17. Jahrhundert, über Pforte Hausfigur in Form eines Kreuzschleppers mit Schächer, Sandstein, 18. Jahrhundert | D-6-72-121-7 Wikidata  | weitere Bilder |
| Biege (Standort)                              | Kreuzschlepper                                                         | Figur des kreuztragenden Christus auf Rundsäule über Sockel, Sandstein, bezeichnet „1720“ | D-6-72-121-24 Wikidata | weitere Bilder |
| Domstraße 11 (Standort)                       | Ehemaliges Wohnstallhaus                                               | Wohnteil, zweigeschossiger, teilweise verputzter Fachwerkbau mit Halbwalmdach, um 1800 | D-6-72-121-9 Wikidata  | BW             |
| Domstraße, vor Nr. 11 (Standort)              | Prozessionsaltar                                                       | Baldachinartiger Aufbau mit Bekrönungsfigur des heiligen Georg als Drachentöter, Rückwand mit Relief der Marienkrönung, auf Sockel mit Inschriftenkartusche, Sandstein, bezeichnet „1762“ | D-6-72-121-9 Wikidata  | weitere Bilder |
| Domstraße 14 (Standort)                       | Pfarrhaus                                                              | Zweigeschossiger, verputzter Halbwalmbau, Ende 18. Jahrhundert | D-6-72-121-10 Wikidata | weitere Bilder |
| Domstraße, vor Nr. 14 (Standort)              | Kruzifix                                                               | Schaft erneuert auf klassizistischem Postament mit Inschrift, Sandstein, bezeichnet „1801“ | D-6-72-121-10 Wikidata | BW             |
| Gänsberg 11 (Standort)                        | Katholische Pfarrkirche Mariä Himmelfahrt                              | Steinsichtiger Saalbau mit eingezogenem Chor und südlichem Turm mit Spitzhelm, 14. Jahrhundert, Langhaus, historistisch, 1866; mit Ausstattung | D-6-72-121-2 Wikidata  | weitere Bilder |
| Nähe Gänsberg (Standort)                      | Ölberggruppe                                                           | In erneuerter Ölbergkapelle von 1997, Holz, spätgotisch, wohl zweite Hälfte 15. Jahrhundert | D-6-72-121-2 Wikidata  | weitere Bilder |
| Domstraße (Standort)                          | Kruzifix                                                               | Steinkreuz mit Corpus und Schädelstätte, über Sockel mit Inschriftenkartusche, Sandstein, bezeichnet „1762“ | D-6-72-121-2 Wikidata  | weitere Bilder |
| Marktstraße 17 (Standort)                     | Ehemaliges Schloss derer von Erthal, heute Sitz der Gemeindeverwaltung | U-förmige Anlage im Kern von 1562 und 1600, im Osten ehemaliger Wohntrakt des Schlosses, zweigeschossiger, barocker Mansarddachbau mit Eckquaderung und Freitreppe, bezeichnet „1705“ und „1747“, im Kern älter, daran anschließend eingeschossige ehemalige Ökonomiebauten, Hau- bzw. Bruchsteinmauerwerk mit Satteldächern, sowie rustiziertem Rundbogentor als Hofeinfahrt, im Kern von 1562, Umbauten 1705 bzw. 1707 (dendrochronologisch datiert), Dachwerk des Ökonomiebaus vermutlich von Joseph Greissing | D-6-72-121-16 Wikidata | weitere Bilder |
| Marktstraße 17 (Standort)                     | Reste der Einfriedung                                                  | Hausteinmauerwerk, Anfang 18. Jahrhundert | D-6-72-121-16 Wikidata | weitere Bilder |
| Mauerackerstraße 7 (Standort)                 | Prozessionsaltar                                                       | Baldachinartiger Aufbau mit dem Evangelisten Markus als Bekrönungsfigur, Rückwand mit Reliefdarstellung des Letzten Abendmahles, auf Postament mit Inschriftenkartusche, Sandstein, bezeichnet „1762“ | D-6-72-121-57 Wikidata | BW             |
| Neuer Weg 16 (Standort)                       | Kapelle                                                                | Kleiner Saalbau mit eingezogenem Chor und Satteldach, Sandsteinquadermauerwerk, in neugotischen Formen, zweite Hälfte 19. Jahrhundert | D-6-72-121-11 Wikidata | BW             |
| Oberthulbaer Straße 7 (Standort)              | Bildstock                                                              | Von 1716 | D-6-72-121-12 Wikidata | BW             |
| Oberthulbaer Straße 14 (Standort)             | Friedhofskreuz                                                         | Kreuzigungsgruppe, Kruzifix auf Postament mit Inschrift, am Kreuzesfuß trauernde Maria Magdalena, flankiert von Assistenzfiguren auf Postamenten mit Inschrift, Kunststein, bez. 1930 | D-6-72-121-68          | weitere Bilder |
| Oberthulbaer Straße 14 (Standort)             | Kreuzweg                                                               | vierzehn Kreuzwegstationen in Form von Familiengräbern, erhöhtes ädikulaartiges Mittelstück mit Reliefdarstellung, von Säulen flankiert, mit geschwungenem Abschluss und Kreuzbekrönung, über breitem, ornamentierten Postament, Sandstein, um 1910 | D-6-72-121-71          | weitere Bilder |
| Schwedenschanze (Standort)                    | Flurkreuz, sogenanntes Schwedenkreuz                                   | Kruzifix auf Postament mit Inschrift, am Kreuzesfuß Holzgehäuse mit Madonnenfigur, Sandstein, bezeichnet „1865/66“ | D-6-72-121-56 Wikidata | BW             |
| Wittershäuser Straße 1 (Standort)             | Bildstock                                                              | Rechteckiger Reliefaufsatz mit Kreuzbekrönung und Kreuzigungsszene, auf Rundsäule mit Henneberg'schem Huhn, auf erneuertem Tischsockel, Sandstein bezeichnet „1621“ | D-6-72-121-3 Wikidata  | weitere Bilder |
| Ziegeleistraße 7 (Standort)                   | Ehemalige Klosterökonomie, sogenannter Mönchshof                       | Zweigeschossiger Satteldachbau mit Sockelgeschoss und Fachwerkobergeschoss und -giebel, im Kern 16. Jahrhundert, bezeichnet „1569“ | D-6-72-121-18 Wikidata | weitere Bilder |
| Ziegeleistraße, Deißelbach (Standort)         | Prozessionsaltar                                                       | Aufbau mit Kreuzbekrönung und Figurennische, darin Reliefdarstellung der 14 Nothelfer, auf würfelförmigem Sockel mit Inschrift, Sandstein, bezeichnet „1787“ | D-6-72-121-17 Wikidata | weitere Bilder |

### Engenthal
| Lage                                   | Objekt                                | Beschreibung | Akten-Nr.              | Bild           |
| -------------------------------------- | ------------------------------------- | --- | ---------------------- | -------------- |
| Engenthal 9 (Standort)                 | Bildstock                             | Reliefaufsatz mit Kreuzbekrönung und Kreuzigungsszene in Figurennische, auf abgefastem Schaft mit Inschrift, Sandstein, bezeichnet „1619“ | D-6-72-121-27 Wikidata | BW             |
| Engenthal 30 (Standort)                | Friedhofskreuz                        | Pyramidenstumpfähnlicher Sockel, Sandstein, bezeichnet „1846“, darauf modernes Holzkreuz mit Christuskorpus aus Metall, 20. Jahrhundert   | D-6-72-121-26 Wikidata | BW             |
| Engenthal 30 (Standort)                | Katholische Filialkirche St. Valentin | Saalbau mit eingezogenem Chor und Dachreiter mit Welscher Haube, von Hans Michael Stöhlein, 1722–27                                       | D-6-72-121-25 Wikidata | weitere Bilder |
| Kreuz; Wasserlosener Straße (Standort) | Wegkreuz                              | Kruzifix auf Postament, Sockel wohl erneuert, Sandstein, um 1800                                                                          | D-6-72-121-65 Wikidata | BW             |

### Feuerthal
| Lage                      | Objekt                             | Beschreibung | Akten-Nr.               | Bild           |
| ------------------------- | ---------------------------------- | --- | ----------------------- | -------------- |
| Rothzellerberg (Standort) | Grenzstein, sogenannter Dreimärker | T-förmig behauener Sandstein, markiert die Gemarkungsgrenze Oberthulba-Elfershausen-Feuerthal, bezeichnet „1786“ | D-6-72-127-120 Wikidata | weitere Bilder |

### Langendorf
| Lage                                      | Objekt                                         | Beschreibung | Akten-Nr.              | Bild             |
| ----------------------------------------- | ---------------------------------------------- | --- | ---------------------- | ---------------- |
| Auweg (Standort)                          | Bildstock                                      | Reliefaufsatz mit Kreuzbekrönung und Pietàdarstellung, Rückseite mit Heiligem Sebastian, auf Rundsäule mit Postament, über Sockel mit Inschriftenkartusche, Sandstein, erste Hälfte 18. Jahrhundert                            | D-6-72-121-35 Wikidata | weitere Bilder   |
| Fehberg (Standort)                        | Prozessionsaltar                               | Baldachinartiger Aufbau mit Schutzengelbekrönung, Rückwand mit Reliefdarstellung der Heiligen Familie, flankiert von den Heiligen Lorenz und Johannes Nepomuk, auf Sockel mit Inschriftenkartusche, Sandstein, 18. Jahrhundert | D-6-72-121-60 Wikidata | weitere Bilder   |
| Hauptstraße (Standort)                    | Wegkreuz                                       | Kruzifix auf würfelförmigem Sockel mit Inschriftenkartusche, Sandstein, bezeichnet „1739“ | D-6-72-121-36 Wikidata | weitere Bilder   |
| Hauptstraße (Standort)                    | Prozessionsaltar                               | Baldachinartiger Aufbau mit Heiligem Johannes Nepomuk als Bekrönungsfigur, Rückwand mit Reliefdarstellung der heiligen fünf Wunden Christi, auf würfelförmigem Sockel mit Inschriftenkartusche, Sandstein, bezeichnet „1742“   | D-6-72-121-30 Wikidata | weitere Bilder   |
| Hauptstraße 26 (Standort)                 | Ehemaliges Wohnstallhaus                       | Zweigeschossiger Fachwerkeckbau mit Satteldach, 18. Jahrhundert | D-6-72-121-58 Wikidata | weitere Bilder   |
| Hauptstraße 26 (Standort)                 | Hoftoranlage                                   | Rundbogiges Hoftor mit Bedachung und separater Fußgängerpforte mit ornamentierter Rahmung und geschnitztem Türblatt, bezeichnet „1830“                                                                                         | D-6-72-121-58 Wikidata | weitere Bilder   |
| Heinersberg; Kreisstraße KG 42 (Standort) | Bildstock                                      | Aufsatz mit Kreuzbekrönung und Nischenreliefs mit Darstellungen der Kreuzigung, Jesus an der Geißelsäule, sowie den Heiligen Petrus und Andreas, auf Vierkantpfeiler mit Echterwappen, Sandstein, bezeichnet „1611“            | D-6-72-121-67 Wikidata | weitere Bilder   |
| Julian-Breitenbach-Straße 15 (Standort)   | Kathalischer Pfarrhof: Pfarrhaus               | Zweigeschossiger, verputzter Massivbau über Kellersockel, mit Walmdach, Treppenhausrisalit, Ecklisenen und geohrten Rahmen, um 1914                                                                                            | D-6-72-121-93          | weitere Bilder   |
| Julian-Breitenbach-Straße 15 (Standort)   | Katholischer Pfarrhof, Scheune                 | Eingeschossiger Fachwerkbau mit Satteldach, im Kern 18. Jh. | D-6-72-121-93          | BW               |
| Julian-Breitenbach-Straße 15 (Standort)   | Katholischer Pfarrhof: Stall                   | Eingeschossiger Bruchsteinbau mit Satteldach, gleichzeitig | D-6-72-121-93          | weitere Bilder   |
| Julian-Breitenbach-Straße 15 (Standort)   | Katholischer Pfarrhof: Pfarrhofmauer           | mit Fußgängerpforte und Rundbogentor, bez. 1769 | D-6-72-121-93          | BW               |
| Julian-Breitenbach-Straße 15 (Standort)   | Katholischer Pfarrhof                          | Teile eines ehem. Baldachingbildstocks, bez. 1822 | D-6-72-121-93          | BW               |
| Kirchplatz 8 (Standort)                   | Katholische Pfarrkirche St. Vitus              | Saalbau mit eingezogenem Chor und östlichem Chorturm mit Zwiebelhaube, Turmuntergeschoss 14./15. Jahrhundert, Obergeschoss 1901, klassizistisches Langhaus, 1825–30; mit Ausstattung                                           | D-6-72-121-28 Wikidata | weitere Bilder   |
| Kirchplatz 10 (Standort)                  | Kirchhofmauer                                  | Hausteinmauerwerk, bezeichnet „1570“ | D-6-72-121-28 Wikidata | weitere Bilder   |
| Kirchplatz 8 (Standort)                   | Schutzengelfigur                               | Sandstein, 1755; Original von Prozessionsbildstock D-6-72-121-60 | D-6-72-121-92          | Schutzengelfigur |
| Klöffelsberg (Standort)                   | Bildstock                                      | Rundbogiger Reliefaufsatz mit Kreuzigungsdarstellung in Figurennische, auf Rundsäule, Sandstein, bezeichnet „1688“ | D-6-72-121-63 Wikidata | weitere Bilder   |
| Nähe Siedlungsstraße (Standort)           | Friedhofskreuz                                 | Kruzifix auf Postament mit Inschriftenkartusche, am Kreuzesfuß Figur der trauernden Muttergottes, Sandstein, bezeichnet „1804“                                                                                                 | D-6-72-121-29 Wikidata | weitere Bilder   |
| Point (Standort)                          | Wegkreuz                                       | Kruzifix auf Postament mit Inschriftenkartusche, am Kreuzesfuß Figur der trauernden Muttergottes, Sandstein, bezeichnet „1752“                                                                                                 | D-6-72-121-38 Wikidata | weitere Bilder   |
| Saalestraße 11 (Standort)                 | Ehemaliger Bauernhof, ehemaliges Wohnstallhaus | Eingeschossiger Fachwerkbau mit Satteldach, 17./18. Jahrhundert | D-6-72-121-59 Wikidata | weitere Bilder   |
| Saalestraße 11 (Standort)                 | Ehemaliges Ökonomiegebäude                     | Kleiner, zweigeschossiger Fachwerkbau mit Satteldach, gleichzeitig | D-6-72-121-59 Wikidata | BW               |

### Machtilshausen
| Lage                                                                                   | Objekt                                         | Beschreibung | Akten-Nr.              | Bild           |
| -------------------------------------------------------------------------------------- | ---------------------------------------------- | --- | ---------------------- | -------------- |
| Bohnleite (Standort)                                                                   | Kruzifix                                       | Sandsteinkreuz mit Corpus auf Tischsockel mit Reliefdarstellung des Fegefeuers, bezeichnet „1824“ | D-6-72-121-64 Wikidata | BW             |
| Kapellenstraße 1 (Standort)                                                            | Kapelle Heilig Kreuz                           | Spätbarocker Saalbau mit eingezogenem Chor und Dachreiter mit Welscher Haube, um 1730; mit Ausstattung | D-6-72-121-41 Wikidata | weitere Bilder |
| Kapellenstraße 28 (Standort)                                                           | Bauernhof, ehemaliges Wohnstallhaus            | Zweigeschossiger Fachwerkbau mit Satteldach, 1698 | D-6-72-121-44 Wikidata | weitere Bilder |
| Kapellenstraße 28 (Standort)                                                           | Bauernhof, Hoftoranlage                        | Hoftor mit Rustikagliederung und separater Rundbogenpforte, sowie angebautem Kleinstgebäude mit Fachwerkgiebel, wohl Mitte 19. Jahrhundert | D-6-72-121-44 Wikidata | weitere Bilder |
| Kapellenstraße 37 (Standort)                                                           | Bauernhof                                      | Eingeschossiges Bauernhaus mit Zierfachwerk im Giebel und Satteldach, 18. Jahrhundert | D-6-72-121-43 Wikidata | weitere Bilder |
| Kapellenstraße 37 (Standort)                                                           | Bauernhof, Hoftoranlage                        | Hoftor mit rustizierten Pfeilern, separater Rundbogenpforte, bezeichnet „1731“, darüber Figur des Heiligen Michael, 18. Jahrhundert | D-6-72-121-43 Wikidata | weitere Bilder |
| Kirchgasse 4 (Standort)                                                                | Katholische Pfarrkirche St. Jakobus der Ältere | Saalbau mit eingezogenem Chor und Chorturm mit Spitzhelm, Turm und Chorbereich der ehemalige Wehrkirche erhalten, 1502, Langhaus erneuert, 1910 unter Verwendung alter Bauteile, wie dem ehemaligen Hauptportal, bezeichnet „1505“; mit Ausstattung | D-6-72-121-40 Wikidata | weitere Bilder |
| Kirchgasse 4 (Standort)                                                                | Kirchhofmauer                                  | Hausteinmauerwerk, wohl 17./18. Jahrhundert | D-6-72-121-40 Wikidata | weitere Bilder |
| Kirchgasse 4, in die Außenmauer der Kirche eingesetzt (Standort)                       | St.-Jakobus-Relief                             | Sandstein, bezeichnet „1587“ | D-6-72-121-40 Wikidata | weitere Bilder |
| Nähe Kapellenstraße (Standort)                                                         | Friedhofskreuz                                 | Kruzifix auf pyramidenstumpfartigem Sockel, Sandstein, Anfang 19. Jahrhundert | D-6-72-121-42 Wikidata | BW             |
| Nähe Kapellenstraße (Standort)                                                         | Wegkreuz                                       | Kruzifix auf Postament mit Inschriftenkartusche, klassizistisch, Sandstein, bezeichnet „1823“ | D-6-72-121-46 Wikidata | Wegkreuz       |
| Nähe Weinbergstraße (Standort)                                                         | Kreuzschlepper                                 | Figur des kreuztragenden Christus auf Knien, auf Postament mit Inschriftenkartusche, Sandstein, bezeichnet „1731“ | D-6-72-121-48 Wikidata | BW             |
| Wasserlosener Straße 6 (Standort)                                                      | Ehemaliges Bauernhaus                          | Zweigeschossiger Fachwerkbau mit spätmittelalterlichen Fachwerkverbindungen auf massivem Sockel und Satteldach, 1488 (dendrochronologisch datiert) | D-6-72-121-61 Wikidata | BW             |
| Weinbergstraße 8 (Standort)                                                            | Ehemaliges Bauernhaus                          | Zweigeschossiger, verputzter Satteldachbau mit Fachwerkobergeschoss, 1811 | D-6-72-121-62 Wikidata | BW             |
| Weinbergstraße 8 (Standort)                                                            | Hoftoranlage                                   | Hoftor mit separater Pforte, Sandsteinquadermauerwerk, bezeichnet „1841“ | D-6-72-121-62 Wikidata | BW             |
| Weinbergstraße 25 (Standort)                                                           | Bildstock                                      | Rundbogiger Reliefaufsatz mit Kreuzbekrönung und Pietàdarstellung, Rückseite mit Inschrift, auf Rundsäule über Postament, Sandstein, bezeichnet „1704“ | D-6-72-121-47 Wikidata | weitere Bilder |
| Weinbergstraße 42, östlich von Machtilshausen, sogenannte Sommerleite links (Standort) | Ehemalige Weinbergsanlage                      | Amphitheatrische, nach Süden offene Lage, wohl schon in karolingischer Zeit zum Weinbau genutzt, der gegenwärtige Restbestand unregelmäßig terrassierter Anlagen mit exakt gearbeiteten Muschelkalkquadern wohl neuzeitlich, jedoch älter als die Erneuerungsdatierungen (als älteste 1869 festgestellt), vor 1869 nicht nachqualifiziert, im Bayerischen Denkmal-Atlas nicht kartiert | D-6-72-121-49 Wikidata | BW             |

### Trimberg
| Lage                          | Objekt                                 | Beschreibung                                                                                                 | Akten-Nr.              | Bild           |
| ----------------------------- | -------------------------------------- | --- | ---------------------- | -------------- |
| Am Altenhof 2 (Standort)      | Katholische Filialkirche St. Elisabeth | Saalbau mit Satteldach und östlichem Chorturm mit Glockendach, erste Hälfte 18. Jahrhundert; mit Ausstattung | D-6-72-121-50 Wikidata | weitere Bilder |
| Brückenstraße (Standort)      | Pietà                                  | Vesperbild auf Postament mit Inschrift, Sandstein, bezeichnet „1945“                                         | D-6-72-121-1 Wikidata  | weitere Bilder |
| Nähe Brückenstraße (Standort) | Bildstockaufsatz                       | Inschriftseite eines barocken Bildstockes in eine Hauswand eingelassen, Sandstein, bezeichnet „1739“         | D-6-72-121-52 Wikidata | BW             |

### Trimburg
| Lage                                   | Objekt             | Beschreibung | Akten-Nr.              | Bild           |
| -------------------------------------- | ------------------ | --- | ---------------------- | -------------- |
| Hugo-von-Trimberg-Straße 34 (Standort) | Burgruine Trimberg | Ehemaliger Stammsitz der Herren von Trimberg, im Kern 12. Jahrhundert, seit dem 13. Jahrhundert im Besitz des Hochstifts Würzburg, 1803 auf Abbruch verkauft, keilförmige Anlage auf steilem Bergsporn, mit östlich gelegener Bogenbrücke über den Halsgraben, Ostseite mit starker Schildmauer und Bergfried, Hausteinmauerwerk, 12. Jahrhundert, an der Nord- und Südseite des Hofes romanische Grundmauern, sowie Nordbau mit Treppenturm, Hausteinmauerwerk, 1615, und südlicher Wohnbau, sogenannter Erthalbau, Hausteinmauerwerk, 1674–80, unter Julius Echter Errichtung der äußeren Wehranlagen, Hausteinmauerwerk, um 1615 | D-6-72-121-51 Wikidata | weitere Bilder |
| Nähe Altenhof (Standort)               | Ehemaliges Vorwerk | Reste der ehemaligen Niedernburg unterhalb der Trimburg, Mauerreste in Form von Haustein und Buckelquadern, sowie Graben, 12. Jahrhundert, im Dreißigjährigen Krieg zerstört | D-6-72-121-66 Wikidata | BW             |

### Wasserlosen
| Lage                          | Objekt    | Beschreibung | Akten-Nr.             | Bild |
| ----------------------------- | --------- | --- | --------------------- | ---- |
| Matzholz; Judenweg (Standort) | Bildstock | Schaft mit Inschrift und Wappen des Fürstbischofs Johann Gottfried von Guttenberg, Kreuzigungsszene, bezeichnet „1690“ | D-6-78-192-5 Wikidata | BW   |

### Keinem Gemeindeteil zugeordnet
| Lage    | Objekt    | Beschreibung | Akten-Nr.     | Bild |
| ------- | --------- | --- | ------------- | ---- |
| Kuhn () | Bildstock | ionische Säule auf Sockel, Reliefaufsatz mit Marienkrönung und hl. Antonius mit Christuskind, an den Flanken hl. Johannes und hl. Barbara, Schilfsandstein, um 1740 | D-6-72-121-96 |      |

## Ehemalige Baudenkmäler
In diesem Abschnitt sind Objekte aufgeführt, die früher einmal in der Denkmalliste eingetragen waren, jetzt aber nicht mehr. Objekte, die in anderem Zusammenhang – also z. B. als Teil eines Baudenkmals – weiter eingetragen sind, sollen hier nicht aufgeführt werden. Aktennummern in diesem Abschnitt sind ehemalige, jetzt nicht mehr gültige Aktennummern.

| Lage                                                                | Objekt                   | Beschreibung | Akten-Nr.              | Bild |
| ------------------------------------------------------------------- | ------------------------ | --- | ---------------------- | ---- |
| Elfershausen Rosenhügel 20 (Standort)                               | Ehemaliges Wohnstallhaus | Zweigeschossiger, verputzter Fachwerkbau mit Satteldach, 17./18. Jahrhundert                                                                      | D-6-72-121-14 Wikidata | BW   |
| Langendorf Wülfershäuser Straße (Standort)                          | Heiligenhäuschen         | Sandstein, 1721 | D-6-72-121-34 Wikidata | BW   |
| Trimberg Nähe Brückenstraße                                         | Bildstock                | Rundbogiger Reliefaufsatz mit Kreuzigungsdarstellung, Rückseite mit Inschrift, auf Rundsäule mit Weinrankenornament, Sandstein, bezeichnet „1718“ | D-6-72-121-53 Wikidata | BW   |
| Trimberg Nähe Hugo-von-Trimberg-Straße ()                           | Heiligenhäuschen         | 18. Jahrhundert | D-6-72-121-54 Wikidata |      |
| Trimberg Hugo-von-Trimberg-Straße; Nähe Hugo-von-Trimberg-Straße () | Bildstock                | Figur des Christus an der Geißelsäule, Sandstein, 19. Jahrhundert, auf Sandsteinsockel des 17. Jahrhunderts                                       | D-6-72-121-55 Wikidata |      |